# 2011 CBL 챔피언 시리즈
2011 CBL 챔피언 시리즈는 7월 15일부터 23일까지 모두 2차전을 벌여 톈진 라이온스가 광둥 레오파스를 상대로 3승 1패로 꺾으며 우승했다.

### 정규 시즌
| 순위 | 팀                | 경기수 | 승 | 패 | 승점 |
| ---- | ----------------- | ------ | -- | -- | ---- |
| 1    | 톈진 라이온스     | 18     | 14 | 4  | 28   |
| 2    | 광둥 레오파스     | 18     | 12 | 6  | 24   |
| 3    | 장쑤 호프스타스   | 18     | 10 | 8  | 20   |
| 4    | 쓰촨 드래곤스     | 18     | 9  | 9  | 18   |
| 5    | 베이징 타이거즈   | 18     | 8  | 10 | 16   |
| 6    | 허난 엘리펀드     | 18     | 7  | 11 | 14   |
| 7    | 상하이 골든이글스 | 18     | 3  | 15 | 6    |

## CBL 챔피언 시리즈 경기 결과

### 1차전
7월 15일 - 중산 야구장
- 광둥 레오파스 6: 3 톈진 라이온스

### 2차전
7월 16일 - 중산 야구장
- 톈진 라이온스 3: 1 광둥 레오파스

### 3차전
7월 22일 - 톈진 다저스 스타디움장
- 톈진 라이온스 9: 0 광둥 레오파스

### 4차전
7월 23일 - 톈진 다저스 스타디움
- 톈진 라이온스 10: 3 광둥 레오파스